# کانزاس سیتی ساترن
کانزاس سیتی ساترن (انگلیسی: Kansas City Southern) شرکت هلدینگ آمریکایی است، که در سال ۱۸۸۷ تأسیس شد.